# Ока (Португалия)
Ока (порт. Ouca) — район (фрегезия) в Португалии, входит в округ Авейру. Является составной частью муниципалитета Вагуш. Находится в составе крупной городской агломерации Большое Авейру. По старому административному делению входил в провинцию Бейра-Литорал. Входит в экономико-статистический субрегион Байшу-Воуга, который входит в Северный регион. Население составляет 1874 человека. Занимает площадь 16,29 км².
Покровителем района считается Мартин Турский (порт. São Martinho).

## История
Район основан в 1966 году